# Nathan Apodaca
Nathan Apodaca (* 24. Oktober 1982) ist ein amerikanischer Lagerarbeiter. Seinem TikTok-Kanal 420doggface208 folgen 4,3 Millionen Benutzer (Stand: 16. Oktober 2020).

## Leben und Familie
Apodaca wuchs in Idaho auf. Sein Vater ist mexikanischer Abstammung, seine Mutter kommt aus dem Volk der Northern Arapaho in Wyoming. Er ist nicht verheiratet und hat zwei Töchter aus einer früheren Beziehung. Den Unterhalt sichert er sich als Arbeiter in einem Kartoffellager in Idaho Falls. Vor seinem Bekanntwerden lebte er in einem Trailer ohne fließendes Wasser und Strom.

## TikTok
Auf Anregung seiner Töchter legte er etwa im November 2017 ein Profil auf dem chinesischen Videoportal TikTok an. Gleich sein erstes Video ging viral und erzielte 700.000 Besucher und 100.000 Likes in weniger als 24 Stunden.
Weltweit bekannt wurde er durch ein Video, das er am 25. September 2020 hochlud und das mit dem Titel Dreams der amerikanischen Band Fleetwood Mac aus dem Jahr 1977 unterlegt ist: Als auf dem Weg zur Arbeit sein Wagen versagte, nahm Apodaca sein Skateboard. Er filmte sich, während er einen Highway entlangskatet, aus einer Plastikflasche Ocean Spray Cranberry-Himbeer-Saft trinkt und lippensynchron zu Dreams singt.
Innerhalb von drei Wochen wurde das Video allein auf TikTok über 54,2 Millionen Mal angesehen (Stand: 16. Oktober 2020). In der Folge stieg Dreams 43 Jahre nach seiner Veröffentlichung bis auf Platz 1 der amerikanischen iTunes-Charts und erreichte in mehreren Ländern wieder die Musikcharts.
Im Internet entstanden zahlreiche Meme des Videos, darunter von Mick Fleetwood und Tom Hayes, dem Geschäftsführer von Ocean Spray.